# Regina Qu'Appelle Valley (circonscription saskatchewanaise)
Pour les articles homonymes, voir Regina (homonymie) et Qu'Appelle (homonymie).
Circonscription électorale provinciale du Canada
Regina Qu'Appelle Valley est une ancienne circonscription électorale provinciale de la Saskatchewan au Canada. Elle est représentée à l'Assemblée législative de la Saskatchewan de 1995 à 2016.

## Géographie
La circonscription comprend les quartiers de Fairway West, Lakeridge, Sherwood Estates et Lakewood de la ville de Regina, ainsi que les communautés de Pense et Grand Coulee.

## Liste des députés
| Parlement                                                       | Années                                      | Député                                      | Député                                      | Parti                                       |
| Regina Qu'Appelle Valley                                        | Regina Qu'Appelle Valley                    | Regina Qu'Appelle Valley                    | Regina Qu'Appelle Valley                    | Regina Qu'Appelle Valley                    |
| Circonscription issue de Qu'Appelle-Lumsden                     | Circonscription issue de Qu'Appelle-Lumsden | Circonscription issue de Qu'Appelle-Lumsden | Circonscription issue de Qu'Appelle-Lumsden | Circonscription issue de Qu'Appelle-Lumsden |
| --------------------------------------------------------------- | ------------------------------------------- | ------------------------------------------- | ------------------------------------------- | ------------------------------------------- |
| 23e                                                             | 1995–1999                                   |                                             | Suzanne Murray                              | Néo-démocrate                               |
| 24e                                                             | 1999–2003                                   | Mark Wartman                                |                                             | Néo-démocrate                               |
| 25e                                                             | 2003–2007                                   | Mark Wartman                                |                                             | Néo-démocrate                               |
| 26e                                                             | 2007–2011                                   |                                             | Laura Ross                                  | Saskatchewanais                             |
| 27e                                                             | 2011–2016                                   |                                             | Laura Ross                                  | Saskatchewanais                             |
| Circonscription dissoute parmi Lumsden-Morse et Regina Rochdale |                                             |                                             |                                             |                                             |